# Galatina (caramella)
Le galatine sono una linea di caramelle al latte,  lanciate sul mercato nel 1956 dall'azienda lodigiana Polenghi Lombardo, prodotte dalla Sperlari.
Nel 1991 la ditta dolciaria cremonese rilevò il marchio e la produzione delle galatine, affiancando, al classico gusto al latte venduto in buste bianche con strisce blu, una serie di varianti, come cioccolato, fragola e menta ed in tempi più recenti cappuccino, frutti di bosco e biscotto. Dal 2004 sono prodotte anche le galatine soft, una linea di galatine morbide.
Prima dell'attuale forma rotonda, le galatine avevano una forma quadrata.
Si chiamano "galatine" perché contengono galattosio, un monosaccaride contenuto nel lattosio (zucchero del latte). La parola deriva dal greco “γάλα“ “latte”.
Dagli anni 2020, esiste un gelato ispirato alle galatine.